# Egletes
Egletes es un género de plantas con flor en la familia de las Asteraceae.  Comprende 24 especies descritas y de estas, solo 10 aceptadas.
Las especies se hallan mayormente en hábitats costeros, del sur de Texas y México, a Centroamérica, norte de Sudamérica, y Antillas Menores. 

## Descripción
Son hierbas anuales, que alcanzan un tamaño de 0.1–0.6 m de alto, con raíz axonomorfa; tallos erectos o ascendentes, gruesos, variadamente pubescentes con tricomas patentes, aplanados, multicelulares, frecuentemente intercalados con tricomas glandulares. Hojas alternas, de contorno oblongo o obovado, 4–11 cm de largo y 2–6 cm de ancho, márgenes leve a profundamente lobados, los lobos a menudo gruesamente dentados; pecíolos alados, los de las hojas inferiores abrazadores. Capitulescencias solitarias, terminales o axilares, últimos pedúnculos 1–20 mm de largo; capítulos radiados; involucros hemisféricos; filarias en 2 series, lanceoladas a ovado-lanceoladas, casi iguales, 3–4 mm de largo y 0.8–1.6 mm de ancho; receptáculos cónicos, desnudos; flósculos del radio 18–28, en 1 serie, pistilados, las lígulas oblongo-elípticas, erectas, 1.6–2 mm de largo y 0.6–0.7 mm de ancho, el tubo 0.6–0.9 mm de ancho; flósculos del disco numerosos, perfectos, las corolas tubular-infundibuliformes, 1.3–1.6 mm de largo, 4–5-lobadas, el limbo y el tubo no bien definidos; estilos planos, apéndices triangulares. Aquenios comprimidos, ca 1.3 mm de largo, 2-acostillados, puberulento-glandulares; vilano una corona angosta, irregular, cartilaginosa.

## Taxonomía
Trichocline plicata fue descrito por Torr & A.Gray y publicado en Bull. Sci. Soc. Philom. Paris 1817: 153. 1817. La especie tipo es Egletes domingensis Cass.	

## Especies aceptadas
A continuación se brinda un listado de las especies del género Egletes aceptadas hasta julio de 2012, ordenadas alfabéticamente. Para cada una se indica el nombre binomial seguido del autor, abreviado según las convenciones y usos.
- Egletes domingensis Cass.
- Egletes floribunda Poepp.
- Egletes florida Shinners
- Egletes humifusa Less.
- Egletes liebmannii Sch.Bip. ex Klatt
- Egletes obovata Benth. ex Oerst.
- Egletes prostrata (Sw.) Kuntze
- Egletes repens Shinners
- Egletes tenuifolia Cuatrec.
- Egletes viscosa (L.) Less.